# Плаштјовце
Плаштјовце (слч. Plášťovce) насељено је мјесто са административним статусом сеоске општине (слч. obec) у округу Љевице, у Њитранском крају, Словачка Република.

## Становништво
| Година:    | 1994. | 2004.   | 2014.   | 2024.   |
| ---------- | ----- | ------- | ------- | ------- |
| Број људи: | 1787  | 1701    | 1594    | 1442    |
| Разлика:   |       | -4,81 % | -6,29 % | -9,53 % |

| Година:    | 2023. | 2024.   |
| ---------- | ----- | ------- |
| Број људи: | 1468  | 1442    |
| Разлика:   |       | -1,77 % |

Према подацима о броју становника из 2011. године насеље је имало 1.631 становника.